# Graf van Lepejou
Het Graf van Lepejou is een graf op het landgoed van Huize Arnichem in de plaats Haerst dat behoort tot de gemeente Zwolle. Voor zover bekend is dit graf het oudste moslimgraf van Nederland.

## Lepejou
Hier ligt Lepejou begraven, geboren op het eiland Celebes in voormalig Nederlands-Indië en gestorven op 23 juli 1828. Lepejou, ook wel Paay genoemd, was waarschijnlijk een slaaf die werd verkocht in Brits Guiana, terwijl hij afkomstig was van Celebes, volgens de overlijdensakte geboren in Boegis, in het voormalige Nederlands-Indië. Hij was de zoon van August en Jeanette, twee slaven en werd slechts circa 23 jaar oud. Het verhaal dat zijn ouders zwarte slaven zouden zijn geweest, is gebaseerd op een artikel uit 1956 van een journalist waarbij geen bron is vermeld.  Het enige wat vaststaat is dat hij geboren is in Boegis op Celebes (Sulawesi) (grafsteen en overlijdensakte) en overleed in Zwolle, 23 jaar oud (overlijdensakte).
Volgens de overlevering redde hij het leven van Joan Hendrik Tobias, de toenmalige bewoner van Huize Arnichem. Als dank nam Tobias hem daarom mee naar Nederland.
Er is mogelijk een relatie tussen Lepejou en een door Tobias in 1810 geadopteerde zoon: 1810, Adoptie van zoon van slaven: Herman Jacob Willem Jansen, geboren in 1808, zoon van de geëmancipeerde slaven Pluto van Boegis en Thalia van Sumbawa, opgesteld door beambtschrijver Jacobus Monsieur te Makassar in 1810. Afschrift, opgesteld door notaris Gerrit Drost.

## Kenmerken
Het graf bestaat uit twee stenen. Op de eerste steen staat een Latijnse tekst: Lepejou, die ook Apolloon wordt genoemd, is geboren op het eiland Celebes en is gestorven op 23 juli 1828. Op de tweede steen staat een Arabische tekst: De heer heeft zijn trouwste dienstknecht dit graf gewijd, omdat hij hem dankbaar is en altijd aan hem denkt.

## Grafschennis
- In 1975 werd het graf geschonden. Hierbij werden beide stenen gebroken en het graf gedeeltelijk opengemaakt. Mogelijk werd destijds de schedel uit het graf geroofd.[4]

Begraafplaats Bergklooster · Begraafplaats Het Heilige Kruis · Joodse Begraafplaats Kuyerhuislaan · Algemene Begraafplaats Kranenburg · Algemene Begraafplaats Meppelerstraatweg · Rooms-Katholiek Kerkhof · Graf van Lepejou · Grote of Sint-Michaëlskerk